# Sint-Truiden
Sint-Truiden (limburgisch Sintruin, französisch Saint-Trond) ist eine der größten Städte in der belgischen Provinz Limburg. Sie liegt rund 15 Kilometer südwestlich von Hasselt in der fruchtbaren Landschaft Haspengau und hat 41.469 Einwohner (Stand: 1. Januar 2024). Ein Einwohner von Sint-Truiden wird ein Truienaar genannt.

## Stadtgliederung
Gliederung des Stadtgebiets: Aalst, Brustem, Duras, Engelmanshoven, Gelinden, Gorsem, Groot-Gelmen, Halmaal, Kerkom-bij-Sint-Truiden, Ordingen, Runkelen, Velm, Wilderen, Zepperen

## Geschichte
Um die Mitte des 7. Jahrhunderts gründete der hl. Trudo auf einer kleinen Anhöhe inmitten der heutigen Stadt ein Kloster. Schon bald entstand eine Siedlung um das Kloster, das durch die vielen Pilger, die zum Grab des hl. Trudo strömten, großen Reichtum anhäufte. Abt Adelardus ließ im 11. Jahrhundert eine große Abteikirche und mehrere kleinere Kirchen erbauen. Er ließ den Ort von einer hölzernen Palisade umgeben und die Tore verstärken. 1129 ersetzte eine Steinmauer die Palisade. Das Heranwachsen zur Stadt verdankte Sint-Truiden dem einträglichen Tuchhandel. Reiche Kaufleute knüpften Handelsbeziehungen in viele Städte des Heiligen Römischen Reiches, Englands und Nordfrankreichs. Wirtschaftliche und gesellschaftliche Angelegenheiten regelten die 13 Zünfte der Stadt, die später auch Mitbestimmungsrechte an der Stadtregierung erwirkten. Sint-Truiden gehörte zunächst zum Bistum Metz, ab 1227 zum Hochstift Lüttich.
Vom Ende des 15. Jahrhunderts bis ins späte 19. Jahrhundert stagnierte die wirtschaftliche Entwicklung Sint-Truidens. 1794 besetzten französische Truppen das linke Rheinufer und damit auch das Hochstift Lüttich. Die Annexion wurde im Frieden von Campo Formio (1797) vorbereitet und im Frieden von Lunéville (1801) völkerrechtlich anerkannt. 1797 wurde das Kloster aufgelöst. 
Beim Wiener Kongress kam Sint-Truiden 1815 an die Vereinigten Niederlande. Es gehört seit der Gründung Belgiens im Jahr 1830 zu Belgien. Im Ersten Weltkrieg war es von deutschen Truppen besetzt; ebenso im Zweiten Weltkrieg (von Mai 1940 (Westfeldzug) bis Herbst 1944). Der Flugplatz Sint-Truiden wurde 1944/45 von westalliierten Piloten genutzt. Beim am 1. Januar 1945 stattfindenden Unternehmen Bodenplatte griffen Flugzeuge der Luftwaffe vom Jagdgeschwader 2 „Richthofen“ den Flugplatz an.
Sie rechneten mit ungefähr 130 Flugzeugen vom Typ P-47 „Thunderbolt“ und etwa sechs Flugzeugen vom Typ C-47 „Skytrain“ (48th und 404th Fighter Group der 9th USAAF).

## Politik

### Stadtrat
- Vooruit: 8
- Groen: 0
- VLD: 4
- CD&V: 7
- N-VA: 4
- VB: 7
- Sonst.: 5

Nach der Wahl kam es zu einer Koalition aus Vooruit, WOW (Sonstige), NVA und OpenVLD. Sie kommen zusammen auf 21 der 35 Sitze.
- Vooruit: 39
- Vooruit – Gr: 10
- Groen: 1
- VLD: 32
- CD&V: 40
- CDV – NVA: 12
- N-VA: 18
- VB: 12
- Sonst.: 5

CD&V, Vooruit und Vooruit – Gr haben eine Mehrheit von 89 Sitzen.

## Sehenswürdigkeiten
- Der Beginenhof Sint Agnes geht auf das Jahr 1258 zurück. Die vorhandenen Häuser stammen aus dem 17. und 18. Jahrhundert und werden ergänzt durch eine gotische Kirche, in deren Innerem eine historische Orgel und Wandmalereien zu sehen sind. Die Anlage gehört seit 1998 zum UNESCO-Welterbe „Flämische Beginenhöfe“.
- Das Rathaus mit dem Belfried am historischen Marktplatz stammt vom Anfang des 17. Jahrhunderts, die unteren Teile schon aus dem 13. Jahrhundert. Das Gebäude gehört seit 1999 zum UNESCO-Welterbe „Belfriede in Belgien und Frankreich“.
- Die spätgotische Liebfrauenkirche (Lievenvrouwenkerk) hat einen neogotischen Kirchturm (1847–1852).
- Der Grote Markt von Sint-Truiden ist einer der größten Marktplätze des Landes.
- Der mächtige Kirchturm der Abdij-Abtei aus dem 7. Jahrhundert steht am Nordende des Marktes. Gegründet wurde die Benediktinerabtei vom heiligen Trudo.
- Westlich des Marktplatzes steht der 1550 errichtete Turm der Sint-Maartenkerk, ein Kleinod der Frührenaissance. Die Kirche selbst wurde im 19. Jahrhundert im Stil der Neoromanik erbaut.
- Die 1731 erbaute Minderbroederskerk steht an der Südseite des Marktes und schließt an die einstigen Klosteranlagen der Ursulinen an. Die Kirche ist 100 m lang, 16 m breit und 26 m hoch. Besonders bemerkenswert ist die Rokoko-Ausstattung im Inneren.
- Außerhalb steht in Kortenbos die barocke Basilika Mariä Himmelfahrt aus dem 17. Jahrhundert

## Söhne und Töchter
- Renier von Saint-Trond (* 14. Jahrhundert), Rektor einer Lateinschule und Boethius-Kommentator
- Deodaat Delmonte (1582–1644), flämischer Architekt, Ingenieur, Astronom und Maler
- Erasmus Quellinus I. (um 1584–1640), flämischer Bildhauer
- Artus Quellinus II. (1625–1700), flämischer Bildhauer
- Barthélémy de Theux de Meylandt (1794–1874), Politiker und Premierminister
- Felix Aerts (1827–1888), Violinist und Komponist
- Charles de Pitteurs-Hiegaerts (1831–1896), Diplomat
- Gérard Philips (1899–1972), römisch-katholischer Theologe und Hochschullehrer
- Kamiel Festraets (1904–1974), Uhrmacher
- Jos Wilmots (1933–2024), Germanist und Niederlandist
- Willy Vannitsen (1935–2001), Radrennfahrer
- Alfred Vreven (1937–2000), Politiker
- Désiré Collen (* 1943), Mediziner und Molekularbiologe
- Lon Polleunis (1943–2023), Fußballspieler
- Pierre Sikivie (* 1949), theoretischer Physiker
- Michel François (* 1956), Künstler
- Ivo Belet (* 1959), Politiker
- Danny Boffin (* 1965), Fußballspieler
- Helga Stevens (* 1968), Politikerin
- Michaël R. Roskam (* 1972), Filmregisseur
- Hilde Vautmans (* 1972), Politikerin
- Caroline Gennez (* 1975), Politikerin
- Davy Schollen (* 1978), Fußballtorhüter
- Johan Coenen (* 1979), Radrennfahrer
- Ruud Boffin (* 1987), Fußballtorhüter
- Simon Mignolet (* 1988), Fußballtorhüter
- Timothy Stevens (* 1989), Radrennfahrer
- Zymer Bytyqi (* 1996), kosovarisch-norwegischer Fußballspieler
- Alessio Castro-Montes (* 1997), Fußballspieler
- Justien Odeurs (* 1997), Fußballtorhüterin
- Nina Derwael (* 2000), Kunstturnerin
- Maarten Vandevoordt (* 2002), Fußballtorhüter